# Geza Krebs-Wetzl

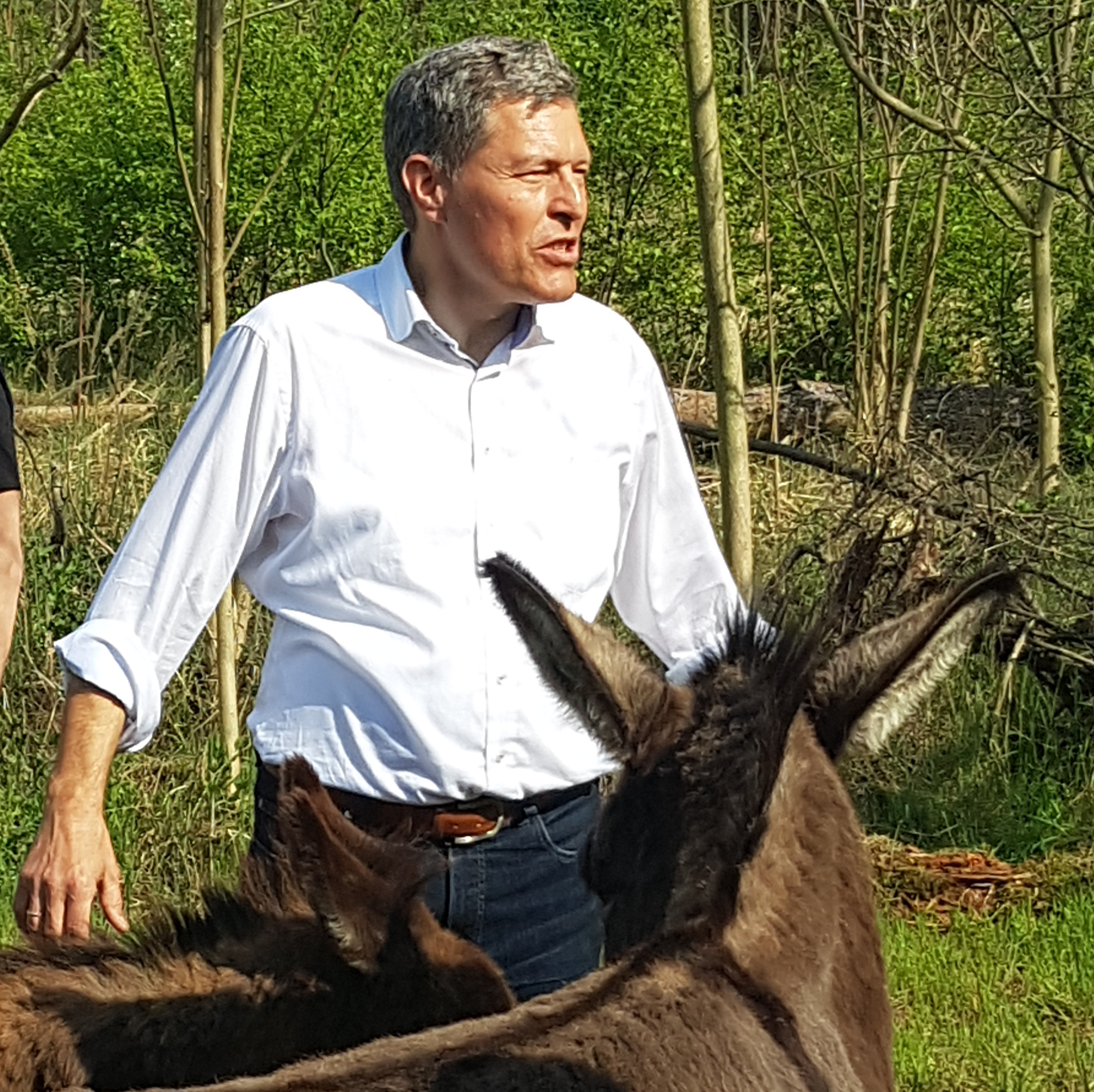
Geza Krebs-Wetzl bei der Vorstellung eines Beweidungsprojekts

Geza Krebs-Wetzl (* 1960 in Mainz als Geza Szerdahelyi) ist ein deutscher Kommunalpolitiker (CDU). Er ist seit 2017 Bürgermeister der Stadt Griesheim.

## Leben
Nachdem Krebs-Wetzl das Abitur erlangt hatte, diente er zwei Jahre bei der Bundeswehr. Anschließend studierte er in seiner Geburtsstadt Mainz Rechtswissenschaften und absolvierte das zweite Staatsexamen. Ab 1991 war er in der Hessischen Finanzverwaltung tätig, zuletzt als Referatsleiter im Hessischen Finanzministerium. Vor seiner Wahl zum Bürgermeister wohnte er über 20 Jahre lang in Griesheim.
Krebs-Wetzl trat bei der Bürgermeisterwahl am 9. Oktober 2016 in Griesheim an, wobei zunächst keiner der Kandidaten die nötige Mehrheit erreichte. Bei der darauf folgenden Stichwahl am 30. Oktober 2016 erhielt Krebs-Wetzl 52,3 % der Stimmen und wurde somit für die Amtszeit vom 2. Februar 2017 bis 1. Februar 2023 zum Bürgermeister der Stadt Griesheim gewählt. Damit löste er Amtsinhaberin Gabriele Winter (SPD) ab. Zuvor hatte die SPD seit 1945 alle Bürgermeister von Griesheim gestellt, jedoch bei den Kommunalwahlen in Hessen 2016 die absolute Mehrheit verloren und war zur Opposition in der Stadtverordnetenversammlung geworden, während die CDU mit Grünen, FDP und WGG koalierte.
Am 16. Oktober 2022 wurde er im ersten Wahlgang mit 83 % der abgegebenen Stimmen wiedergewählt.